# حنش الخليج العربي
حنش الخليج العربي أو غيدقة الخليج العربي (الاسم العلمي: Hydrophis lapemoides) (بالإنجليزية: Arabian Gulf Sea Snake)‏ هي نوع من الزواحف تتبع جنس الغيدقة من فصيلة العرابيد.
يعد من أكثر الثعابين البحرية انتشارًا في مياه الخليج العربي، وهو سام ولا يعرف أي شيء عن سمية هذا الثعبان.